# Ulica Katowicka w Tychach
Ulica Katowicka – jedna z głównych i najruchliwszych ulic Tychów.

## Przebieg
Ul. Katowicka swój początek bierze na styku z al. Bielską tworząc z nią główną trasę przelotową przez miasto od strony południowej do północnej, gdzie styka się z ul. Beskidzką będącą częścią
drogi krajowej nr 86 .

## Pochodzenie nazwy
Nazwa ul. Katowicka ma ścisły związek z przelotem przez miasto w kierunku Katowic.

## Otoczenie
- Browar Książęcy – z roku 1629 pochodzi pierwsza wzmianka na jego temat. Był on własnością rodów panujących na ziemi pszczyńskiej
- Fabryka celulozy w Czułowie – uruchomiona w 1887 roku
- Muzeum Miejskie – otwarte 2005 roku[1][2]
- Tyskie Muzeum Piwowarstwa – otwarte 2004 roku, w kwietniu 2005 roku[1][2]
- Zespół pałacowy – wzniesiony w 1685, wpisany do rejestru zabytków[3]:
- Budynki mieszkalne
- Hotel Flora
- Obiekty handlowe i gastronomiczne
- Przedszkole nr 20
- Salony samochodowe
- Siedziby firm[4][5]
- Stacja kontroli pojazdów[6]
- Stacje paliw
- Stadnina koni
- Szkoła Podstawowa nr 6 im. ks. Karola Palicy – wybudowana w 1903[7]

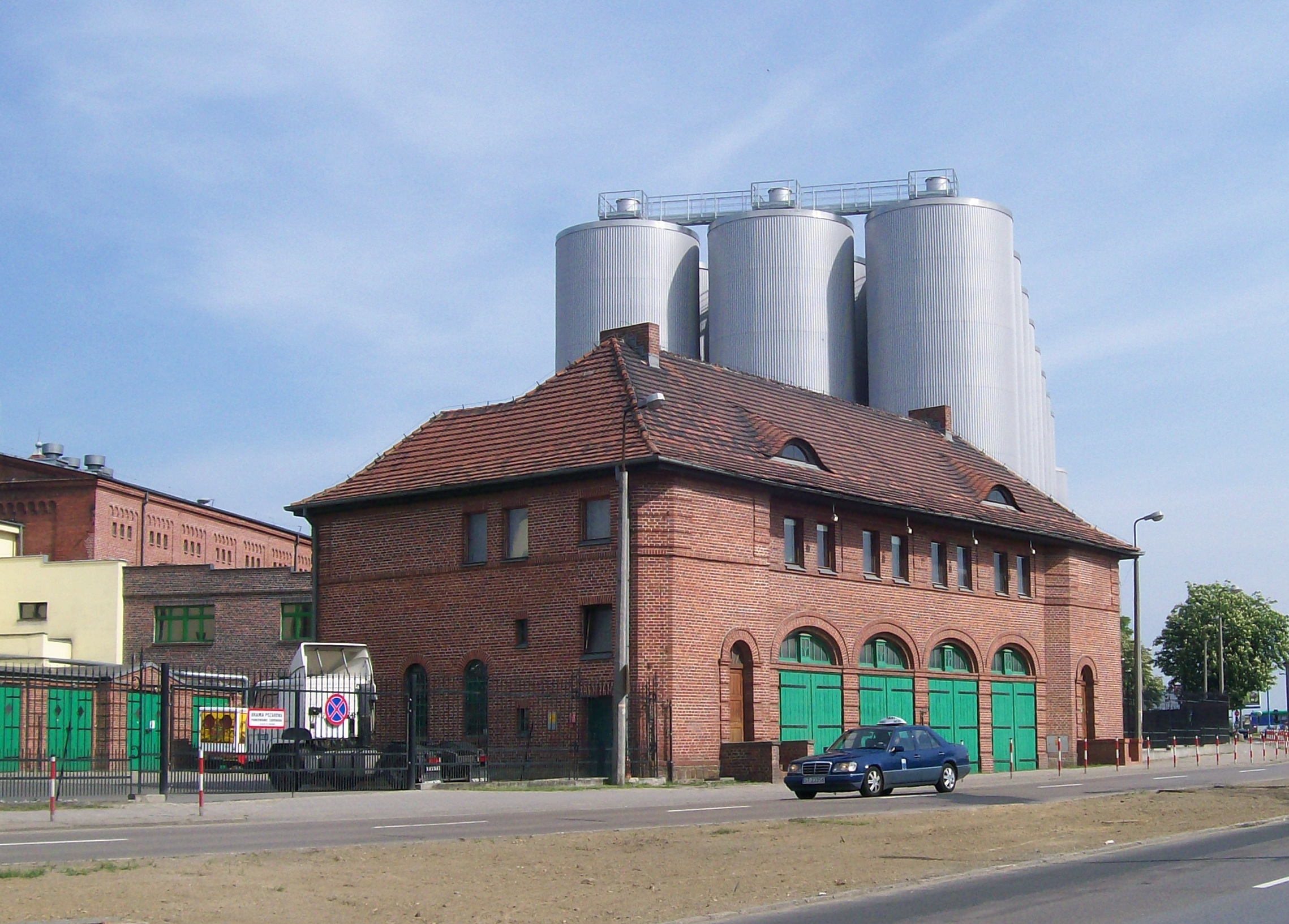
Browar w Tychach
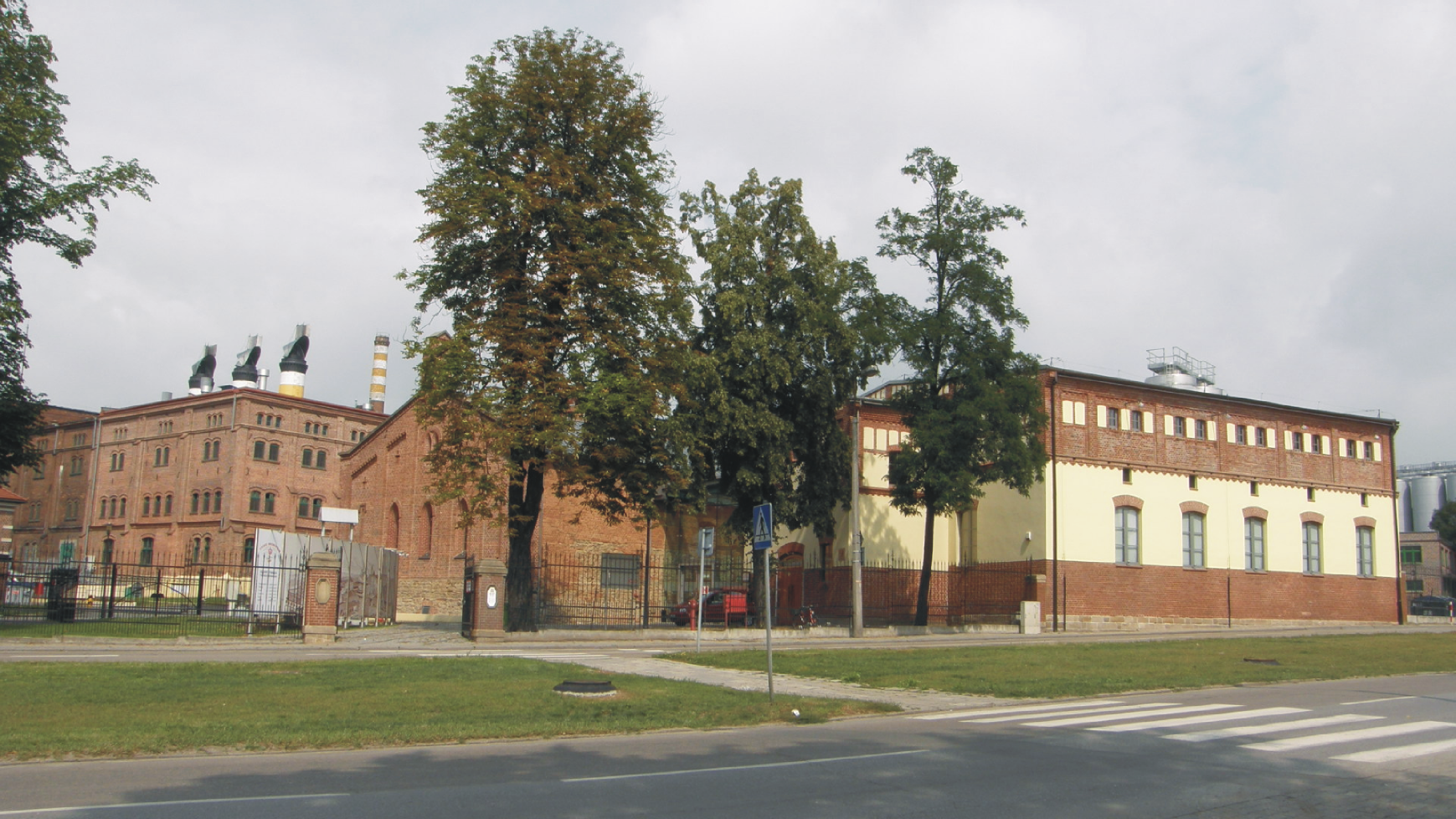
Muzeum Piwowarstwa i Muzeum Miejskie w Tychach
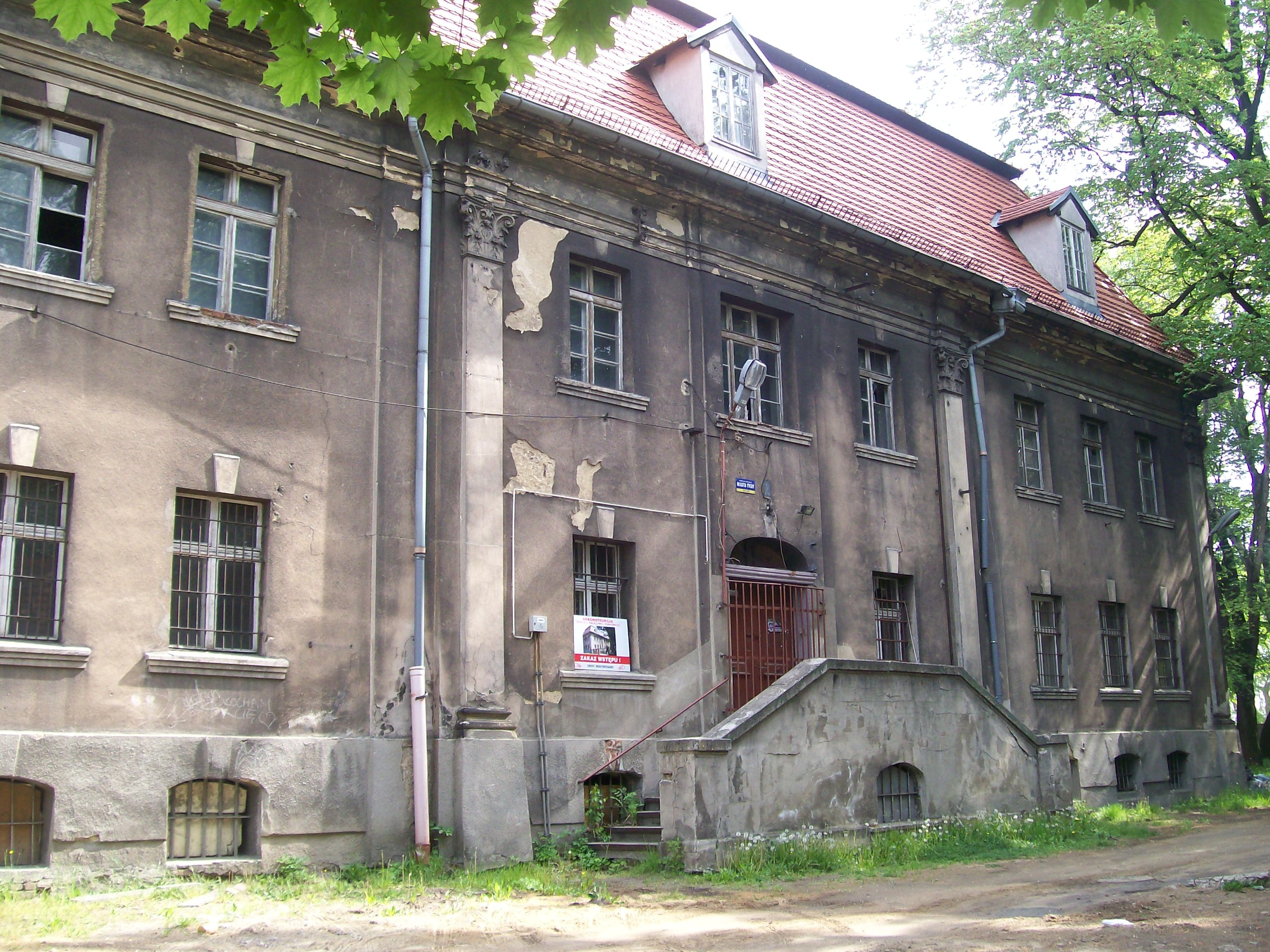
Pałac Promniców w Tychach
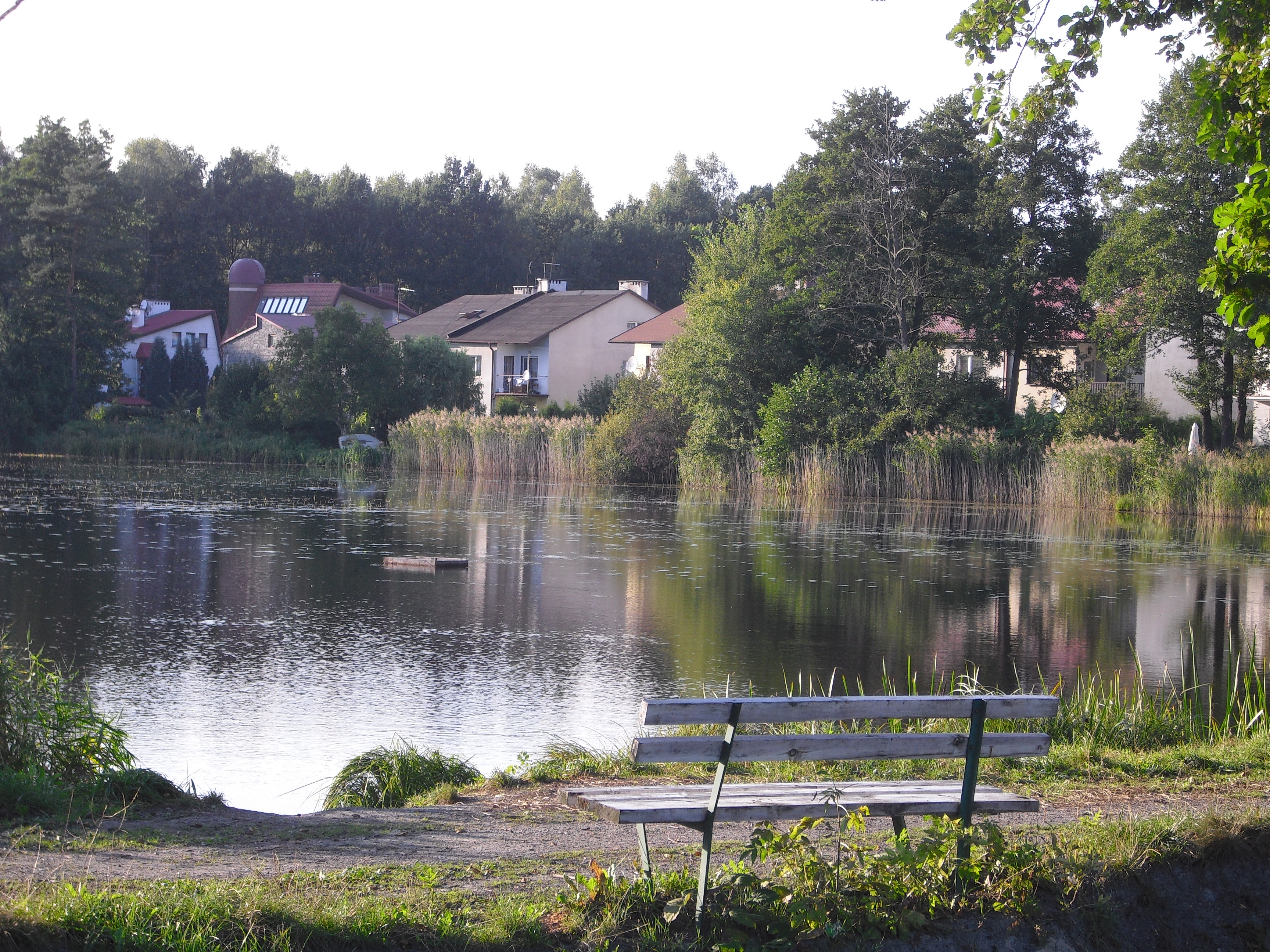
Staw Jeżowa w Czułowie